# Kathleen Turner
Mary Kathleen Turner (født 19. juni 1954 i Springfield, Missouri, USA) er en amerikansk filmskuespillerinde.
Hun havde en stærk debut som femme fatale i Body Heat (Høj puls, 1981), og fik publikumssucces som Michael Douglas' modspiller i actionkomedierne Romancing the Stone (Nu går den vilde skattejagt, 1984) og The Jewel of the Nile (Jagten på Nilens juvel, 1985). Hun har ofte taklet ekstreme roller, som prostitueret i Crimes of Passion (China Blue - nattens tilbud, 1984), mafiahåndlanger i Prizzi's Honor (Familiens ære, 1985), hustru i skilsmissekomedien The War of the Roses (Nu går det vilde ægteskab, 1989) og husmor med drab på samvittigheden i den satiriske Serial Mom (Massemor, 1994). Hun havde også en rolle i The Virgin Suicides (1999).